# ایل بچاقچی
بچاقچی، یکی از بزرگ‌ترین ایلات در جنوب ایران و به ویژه در استان کرمان است. بچاقچی از ایلات ترک استان کرمان است. ایشان در گذشته از منطقه آذربایجان به جنوب تبعید شده و به گویش قره‌داغی از زبان ترکی صحبت می‌کردند ولی امروزه اکثراً ساکن شده و به فارسی صحبت می‌کنند. مهم‌ترین طوایف این ایل همچون ساره سعدلو و قره سعدلو (شجاع پور، نادری، اسفندیار پور) عباسلو و (اکبری نسب، پورمعصومی) خرسلو (اسدی پور، خان آقایی) انکلو و قره بگلو(فیروزی) و ارشلو (شهسواری،بنیات پور، حلوایی، جهانشاهی) و همچنین طوایف دیگری چون رائینی، مهنی و لک می‌باشند.

## پیشینه
بچاقچی‌ها در گذشته به دامپروری و پرورش اسب مشغول بودند و در سوارکاری شهره بودند. حتی در دورهٔ رضاشاه واحدهای سواره‌نظام ارتش در کرمان را تشکیل می‌دادند. امروزه اما مردان به دامپروری و باغداری و کار در معادن مشغول‌اند و زن‌ها قالی، جاجیم و گلیم می‌بافند. غیر از آن بز معروف فارسی راینی نیز پرورش می‌دهند. ایشان به تدریج شهرنشین شده‌اند و امروزه بیشترشان در شهرستان سیرجان و همچنین شهرهای بافت و بردسیر و حاجی‌آباد هرمزگان ساکن می‌باشند. در سال ۱۹۱۶ در جریان جنگ جهانی اول بچاقچی‌ها به رهبری حسین‌خان بچاقچی با انگلیسی‌ها جنگیدند و با نیروهای پلیس جنوب درگیر شدند. وی در سال بعد به آلمانی‌هایی که از دست ژنرال سایکس گریخته بودند پناه داد. در تابستان سال ۱۳۲۴ اختلاف بین حسین خان و یکی از افراد ایل بنام جهانگیر که یاغی گردیده بود منجر به مداخله قشون دولتی و جنگ میان ایلی شد که در اثر آن دو نفر کشته و بقیه همراهان جهانگیر دستگیر و به زندانهای طویل مدت محکوم گردیدند. جهانگیر موفق به فرار شد و کوهیار از طایفه خرسلو به دست رحمت از طایفه انکلو کشته شد، ابراهیم جوان (نادری) از طایفه سارسعدلو پایش تیر می‌خورد و دستگیر می‌شود، پدر ابراهیم، امیرقلی نادری که از نزدیکان حسین خان بود چون موفق به آزادی پسر خود نمی‌شود حسین خان را مقصر دانسته و به تهران رفته و چون در آن زمان کشور در اشغال نیروهای روس و انگلیس بود در دادگاه نظامی علیه حسین خان کیفر خواست صادر می‌شود داستان این جنگ و نزاع بین ایلی حتی در قالب شعر به زبان‌های ترکی و فارسی هنوز دربین مردم ایل رواج دارد.